# 埃爾德里奇角 (阿肯色州)
埃爾德里奇角（英語：Eldridge Corner）是位於美國阿肯色州阿肯色縣的一個非建制地區。該地的面積和人口皆未知。

## 地理
埃爾德里奇角的座標為34°17′50″N 91°28′25″W / 34.29722°N 91.47361°W，而該地的平均海拔高度為57米（即187英尺）。